# Festival international du film de Toronto 2000
Le Festival international du film de Toronto 2000, 25e édition du festival, s'est déroulé du 7 au 16 septembre 2000.

## Prix
| Prix                                                     | Réalisateur               |                                |
| -------------------------------------------------------- | ------------------------- | ------------------------------ |
| People's Choice Award                                    | Tigre et Dragon           | Ang Lee                        |
| Discovery Award                                          | George Washington         | David Gordon Green             |
| Discovery Award                                          | 101 Reykjavík             | Baltasar Kormákur              |
| Best Canadian Feature Film                               | Waydowntown (en)          | Gary Burns (en)                |
| Best Canadian Feature Film - Special Jury Citation       | Maelström                 | Denis Villeneuve               |
| Best Canadian Feature Film - Special Jury Citation       | Ginger Snaps              | Karen Walton (en) (scénariste) |
| Best Canadian First Feature Film                         | La Moitié gauche du frigo | Philippe Falardeau             |
| Best Canadian First Feature Film - Special Jury Citation | Red Deer                  | Anthony Couture                |
| Best Canadian Short Film                                 | Le Chapeau                | Michèle Cournoyer              |
| Best Canadian Short Film - Special Mention               | Ernest                    | Keith Behrman (en)             |
| Prix FIPRESCI                                            | Bangkok Dangerous         | Pang Fat et Oxide Pang Chun    |

## Programmes

### Galas
- L'Antenne de Rob Sitch
- Bêtes de scène de Christopher Guest
- Les Chemins de la dignité de George Tillman Jr.
- Chez les heureux du monde de Terence Davies
- Comment tuer le chien de son voisin de Michael Kalesniko
- La Défense Loujine de Marleen Gorris
- Docteur T et les Femmes de Robert Altman
- In the Mood for Love de Wong Kar-wai
- Manipulations de Rod Lurie
- Pain, Tulipes et Comédie de Silvio Soldini
- Pandaemonium de Julien Temple
- Le Poids de l'eau de Kathryn Bigelow
- Presque célèbre de Cameron Crowe
- Sexy Beast de Jonathan Glazer
- Stardom de Denys Arcand
- Tigre et Dragon d'Ang Lee
- La Veuve de Saint-Pierre de Patrice Leconte

### 25th Anniversary Special Events
- 25 x 25 (25 courts-métrages en vidéo numérique réalisés par les cinéastes invités)
- Alexandre Nevski (Алекса́ндр Не́вский) de Sergueï Eisenstein

### The Bloomberg Tribute to Stephen Frears
- Les Arnaqueurs (The Grifters) de Stephen Frears
- My Beautiful Laundrette de Stephen Frears
- The Hit de Stephen Frears
- Les Liaisons dangereuses (Dangerous Liaisons) de Stephen Frears
- Prick Up Your Ears de Stephen Frears
- Sammy et Rosie s'envoient en l'air (Sammy and Rosie Get Laid) de Stephen Frears

### Year 1
- Cadavres exquis (Cadaveri eccellenti) de Francesco Rosi
- Cousin, Cousine de Jean-Charles Tacchella
- Dersou Ouzala d'Akira Kurosawa
- The Devil's Playground de Fred Schepisi
- L'Eau chaude, l'eau frette (A Pacemaker and a Sidecar) d'André Forcier
- Au fil du temps (Im Lauf der Zeit) de Wim Wenders
- Grey Gardens d'Albert et David Maysles
- Harlan County, U.S.A. de Barbara Kopple

### Beckett on Film
Beckett on Film est un projet d'adaptation pour le cinéma de l'ensemble des pièces de théâtre de Samuel Beckett. Dix des dix-neuf films réalisés ont été projetés au cours du festival.
- Act Without Words I de Karel Reisz (adaptation d'Actes sans paroles I)
- Catastrophe de David Mamet (adaptation de la pièce du même nom)
- Endgame de Conor McPherson (adaptation de Fin de partie)
- Happy Days de Patricia Rozema (adaptation de Oh les beaux jours)
- Krapp's Last Tape d'Atom Egoyan (adaptation de La Dernière Bande)
- Not I de Neil Jordan (adaptation de Pas moi)
- Play d'Anthony Minghella (adaptation de la pièce du même nom)
- Rockaby de Sir Richard Eyre (adaptation de la pièce du même nom)
- Rough For Theatre 1 de Kieron J. Walsh (adaptation de Fragment de théâtre I)
- What Where de Damien O'Donnell (adaptation de Quoi où)

### Canadian Open Vault
- Tit-Coq de Gratien Gélinas et René Delacroix

### Contemporary World Cinema
- Aberdeen de Hans Petter Moland
- Amours chiennes (Amores Perros) d'Alejandro González Iñárritu
- Les Anges de l'univers de Friðrik Þór Friðriksson
- Capitaines d'avril de Maria de Medeiros
- Attraction de Russell DeGrazier
- Better Than Sex (en) de Jonathan Teplitzky (en)
- Billy Elliot de Stephen Daldry
- Le Tableau noir de Samira Makhmalbaf
- Born Romantic de David Kane
- Brava Gente Brasileira (pt) de Lúcia Murat
- Vies brûlées de Marcelo Piñeyro
- Insomnies (Chasing Sleep) de Michael Walker
- Le Cercle de Jafar Panahi
- Nuages de mai de Nuri Bilge Ceylan
- Collision Course de Roberval Duarte
- Daily Bread d'Ane Muñoz (eu)
- Dług de Krzysztof Krauze
- Les Destinées sentimentales d'Olivier Assayas
- Djomeh de Hassan Yektapanah (fa)
- Azucena de Carlos Siguion-Reyna
- Durian Durian de Fruit Chan
- Eisenstein de Renny Bartlett (en)
- Eureka de Shinji Aoyama
- Face de Junji Sakamoto
- L'Adieu : Le Dernier Été de Brecht de Jan Schütte
- Fast Food, Fast Women d'Amos Kollek
- The Film Biker de Mel Chionglo
- Flower of Manila de Joel Lamangan (en)
- Freedom de Sharunas Bartas
- Las razones de mis amigos (es) de Gerardo Herrero
- Girlfight de Karyn Kusama
- La Déesse de 1967 (The Goddess of 1967) de Clara Law
- Gojoe, le pont vers l'Enfer (Gojoe reisenki) de Gakuryū Ishii
- Hey Ram (हे राम) de Kamal Haasan
- Holdup de Florian Flicker
- Heimkehr der Jäger de Michael Kreihsl
- L'Île de Kim Ki-duk
- Juliet in Love de Wilson Yip
- Kaza-hana de Shinji Sōmai
- Kimono de Hal Hartley
- Le roi est vivant (The King is Alive) de Kristian Levring
- Kippour d'Amos Gitaï
- Krámpack de Cesc Gay
- À la verticale de l'été de Trần Anh Hùng
- Landscape de Martin Sulík
- Transit Palace de Paul Pawlikowski
- Little Cheung de Fruit Chan
- Lockdown (en) de John Luessenhop
- Manila de Romuald Karmakar
- La Vie peu ordinaire de Dona Linhares d'Andrucha Waddington
- Mehanizam de Đorđe Milosavljević
- Memento de Christopher Nolan
- La Moitié du ciel d'Alain Mazars
- Cercle intime de Samantha Lang
- The Nine Lives of Tomas Katz de Ben Hopkins (en)
- L'Insaisissable d'Oskar Roehler
- Nueces para el amor (es) d'Alberto Lecchi (es)
- Peppermint de Costas Kapakas
- Petite Chérie d'Anne Villacèque
- Placido Rizzotto de Pasquale Scimeca
- Platform de Jia Zhangke
- The Price of Milk (en) de Harry Sinclair (en)
- Requiem for a Dream de Darren Aronofsky
- Risk d'Alan White
- La Rumeur des anges de Peter O'Fallon
- Sade de Benoît Jacquot
- Samia de Philippe Faucon
- Séance (Ko-rei) de Kiyoshi Kurosawa
- Sept Chants de la toundra d'Anastasia Lapsui (fi) et Markku Lehmuskallio
- Xīyángjìng (en) d'Ann Hu
- Signs and Wonders de Jonathan Nossiter
- Booye Kafoor, Atre Yas (fa) de Bahman Farmanara
- Chansons du deuxième étage de Roy Andersson
- Die Fremde (de) de Götz Spielmann
- Suzhou River de Lou Ye
- Dubbel-8 (sv) de Daniel Fridell (sv)
- Denti de Gabriele Salvatores
- Thomas est amoureux de Pierre-Paul Renders
- Un temps pour l'ivresse des chevaux de Bahman Ghobadi
- Seconde Chance (To Die (Or Not)) de Ventura Pons
- Tully de Hilary Birmingham
- Two Family House (en) de Raymond De Felitta (en)
- Urbania de Jon Shear
- Vengo de Tony Gatlif
- La ville est tranquille de Robert Guédiguian
- La Vierge mise à nu par ses prétendants de Hong Sang-soo
- A Real Young Girl de Catherine Breillat
- En attendant le messie (es) de Daniel Burman
- Liste d'attente de Juan Carlos Tabío
- Walk the Talk (en) de Shirley Barrett (en)
- The Wedding de Pavel Lounguine
- When Brendan Met Trudy de Kieron J. Walsh
- When the Sky Falls (en) de John Mackenzie
- Wild Blue: Notes for Several Voices de Thierry Knauff et Antoine-Marie Meert
- With Closed Eyes de Mansur Madavi (de)

### Dialogues: Talking With Pictures
- Le Voleur de bicyclette (Ladri di biciclette) de Vittorio De Sica
- Blue Velvet de David Lynch
- Do the Right Thing de Spike Lee
- Performance de Nicolas Roeg et Donald Cammell
- Le Quartier du corbeau (Kvarteret Korpen) de Bo Widerberg
- Le Sacrifice (Offret) d'Andreï Tarkovski

### Discovery
- 10 Minutes de Juan Carlos Rulfo
- 101 Reykjavík de Baltasar Kormákur
- 19 de Kazushi Watanabe
- Aïe de Sophie Fillières
- alaska.de de Esther Gronenborn
- Baise-moi de Virginie Despentes et Coralie Trinh Thi
- Bangkok Dangerous de Pang Fat et Oxide Pang Chun
- Bunny de Mia Trachinger
- Chill Out de Andreas Struck
- Chopper de Andrew Dominik
- City Loop de Belinda Chayko
- Sexo por compasión de Laura Mañá
- Le Jour où je suis devenue femme de Marziyeh Meshkini
- Por la libre de Juan Carlos de Llaca
- Les filles ne savent pas nager de Anne-Sophie Birot
- George Washington de David Gordon Green
- The Girl de Sande Zeig
- In God We Trust de Jason Reitman
- Interstate 84 de Ross Partridge
- The Iron Ladies de Yongyooth Thongkonthun
- Samotáři de David Ondříček
- The Low Down de Jamie Thraves
- The Most Fertile Man in Ireland de Dudi Appleton
- Night Kiss de Boris Rodriguez Arroyo
- The Red One: Triumph de Oleg Pogodin et Vladimir Alenikov
- Scarlet Diva d'Asia Argento
- Scoutman de Masato Ishioka
- Vulgar de Bryan Johnson
- The Young Unknowns de Catherine Jelski

### Masters
- Bread and Roses de Ken Loach
- Aniki, mon frère (Brother) de Takeshi Kitano
- La Captive de Chantal Akerman
- Le Chant de la fidèle Chunhyang (Chunhyang) d'Im Kwon-taek
- Code inconnu de Michael Haneke
- Comédie de l'innocence de Raoul Ruiz
- Tabou (Gohatto) de Nagisa Ōshima
- Les Trois Vies de Rita Vogt (Die Stille nach dem Schuß) de Volker Schlöndorff
- Merci pour le chocolat de Claude Chabrol
- My Generation (en) de Barbara Kopple
- C'est la vie (Así es la vida) d'Arturo Ripstein
- Estorvo de Ruy Guerra
- Les Harmonies Werckmeister (Werckmeister harmóniák) de Béla Tarr
- Uttara (bn) de Buddhadev Dasgupta
- Yi Yi (Yi yi) d'Edward Yang

### Midnight Madness
Midnight Madness
- 6ixtynin9 (Ruang talok 69) de Pen-ek Ratanaruang
- The American Nightmare d'Adam Simon
- The City of Lost Souls (Hyōryū-gai) de Takashi Miike
- Foul King (Ban-chik-hwang) de Kim Jee-woon
- Face aux démons (The Irrefutable Truth about Demons) de Glenn Standring (en)
- The Mission (Cheong fo) de Johnnie To
- Quartered at Dawn de Norbert Keil
- La 6e victime (Telmisseomding) de Chang Yoon-hyun (ko)
- Time and Tide (Seunlau ngaklau) de Tsui Hark
- Wild Zero de Tetsuro Takeuchi

### Perspective Canada
- 3 Stories From the End of Everything de Semi Chellas (en)
- Abe's Manhood de Aubrey Nealon
- After Eden de John Price
- Atomic Saké de Louise Archambault
- The Basement Girl réalisé par Midi Onodera
- Bowie: One in a Million réalisé par Janis Cole
- Le Chapeau réalisé par Michèle Cournoyer
- Clean Rite Cowboy réalisé par Michael Downing
- De l'art et la manière chez Denys Arcand réalisé par Georges Dufaux
- Deeply réalisé par Sheri Elwood
- Desire réalisé par Colleen Murphy
- Dinky Menace réalisé par Robert Kennedy
- Ernest de Keith Behrman (en)
- FILM(lode) réalisé par deco dawson
- Foxy Lady, Wild Cherry réalisé par Ines Buchli
- Ginger Snaps réalisé par John Fawcett
- Hindsight réalisé par Susan Shipton
- Landscaping réalisé par Paul Carrière
- The Law of Enclosures réalisé par John Greyson
- Like a Dream that Vanishes réalisé par Barbara Sternberg
- The Lost Bundefjord Expedition réalisé par Matt Holm
- Love Come Down réalisé par Clement Virgo
- Low Self Esteem Girl réalisé par Blaine Thurier
- Maelström réalisé par Denis Villeneuve
- Marine Life réalisé par Anne Wheeler
- La Moitié gauche du frigo réalisé par Philippe Falardeau
- Monday with the Martins réalisé par Jeffery Erbach
- Moon Palace réalisé par David Weaver
- New Neighbours réalisé par Anita McGee
- Parsley Days réalisé par Andrea Dorfman
- Passengers réalisé par Francine Zuckerman
- The Perfect Son réalisé par Leonard Farlinger
- Poe réalisé par Gregory Nixon
- Red Deer réalisé par Anthony Couture
- Rocks at Whiskey Trench réalisé par Alanis Obomsawin
- Saint Jude réalisé par John L'Ecuyer
- Sea in the Blood réalisé par Richard Fung
- Subrosa réalisé par Helen Lee
- Suspicious River réalisé par Lynne Stopkewich
- Take-out réalisé par Jean-François Monette
- Traces dans le rocher du lontain réalisé par Majdi El-Omari
- Two Thousand and None réalisé par Arto Paragamian
- The Uncles réalisé par Jim Allodi
- Via Crucis réalisé par Serge Denoncourt
- The Walnut Tree réalisé par Elida Schogt
- Waydowntown (en) de Gary Burns (en)
- We All Fall Down de Martin Cummins
- What About Me: The Rise of the Nihilist Spasm Band de Zev Asher
- When Morning Comes de Charles Officer

### Planet Africa
- Adanggaman de Roger Gnoan Mbala
- Ali Zaoua de Nabil Ayouch
- Are You Cinderella? de Charles Hall
- Auguy de Munga Tunda Djo
- Bàttu de Cheick Oumar Sissoko
- Bye Bye Africa de Mahamat Saleh Haroun
- Christmas With Granny de Dumisani Phakathi
- The Elevator d'Alrick Riley (en)
- En Face de Zina Modiano et Mehdi Ben Attia
- Hijack Stories d'Oliver Schmitz
- El Medina de Yousry Nasrallah
- One Week de Carl Seaton
- Passage du milieu de Guy Deslauriers
- La Saison des hommes de Moufida Tlatli
- La Squale de Fabrice Genestal
- The Station d'Aaron Woolfolk (en)
- Tourbillons d'Alain Gomis
- Vacances Au Pays de Jean-Marie Teno

### Preludes
- Camera de David Cronenberg
- The Line réalisé par Atom Egoyan
- Congratulations réalisé par Mike Jones
- See You in Toronto réalisé par Jean Pierre Lefebvre
- The Heart of the World réalisé par Guy Maddin
- A Word From the Management réalisé par Don McKellar
- 24fps réalisé par Jeremy Podeswa
- This Might Be Good réalisé par Patricia Rozema
- Prelude réalisé par Michael Snow
- Legs Apart d'Anne Wheeler

### Real to Reel
- Asylum de Chris Petit et Iain Sinclair
- Breathe In/Breathe Out de Beth Billingsly
- Calle 54 de Fernando Trueba
- Crazy de Heddy Honigmann
- Erik Bruhn: I'm the Same- Only More de Lennart Pasborg
- Fighter (en) d'Amir Bar-Lev
- The First and the Last... de Momir Matovic
- Gaea Girls de Kim Longinotto et Jano Williams
- Les Glaneurs et la Glaneuse d'Agnès Varda
- Into the Arms of Strangers: Stories of the Kindertransport de Mark Jonathan Harris (en)
- Jour de nuit de Dieter Fahrer et Bernhard Nick
- Une journée d'Andreï Arsenevitch de Chris Marker
- Kalamandalam Gopi d'Adoor Gopalakrishnan
- Keep the River On Your Right: A Modern Cannibal Tale de Laurie Gwen Shapiro et David Shapiro
- Vacances prolongées de Johan van der Keuken
- The Man Who Bought Mustique de Joseph Bullman
- The Natural History of the Chicken de Mark Lewis
- Paragraph 175 de Rob Epstein et Jeffrey Friedman
- The Prince is Back de Marina Goldovskaya (ru)
- La Règle du je de Françoise Romand
- Soldiers in the Army of God de Marc Levin et Daphne Pinkerson
- The Turandot Project d'Allan Miller (en)
- Unchain de Toyoda Toshiaki

### Robert Beavers Spotlight
- Amor de Robert Beavers
- From the Notebook of... de Robert Beavers
- The Painting de Robert Beavers
- Ruskin de Robert Beavers
- Sotiros de Robert Beavers
- The Stoas de Robert Beavers
- Wingseed de Robert Beavers
- Work Done de Robert Beavers

### Special Presentations
- De toute beauté (Beautiful) de Sally Field
- Avant la nuit (Before Night Falls) de Julian Schnabel
- Chinese Coffee d'Al Pacino
- Dancing at the Blue Iguana de Michael Radford
- Duets de Bruce Paltrow
- Infidèle (Trolösa) de Liv Ullmann
- Jardinage à l'anglaise (Greenfingers) de Joel Hershman (en)
- Innocence (en) de Paul Cox
- Ivans Xtc de Bernard Rose
- Liam de Stephen Frears
- Lumumba de Raoul Peck
- Pollock de Ed Harris
- Mondes possibles (Possible Worlds) de Robert Lepage
- Princes et Princesses de Michel Ocelot
- La Princesse et le Guerrier (Der Krieger und die Kaiserin) de Tom Tykwer
- L'Ombre du vampire (Shadow of the Vampire) de E. Elias Merhige
- Un but pour la gloire (A Shot at Glory) de Michael Corrente
- Sous le sable de François Ozon
- Séquences et Conséquences (State and Main) de David Mamet
- Tigerland de Joel Schumacher
- The Yards de James Gray
- Tu peux compter sur moi (You Can Count on Me) de Kenneth Lonergan